# Hans Dickel
Hans Dickel (* 14. August 1956 in Wuppertal) ist ein deutscher Kunsthistoriker.

## Leben
Hans Dickel studierte Kunstgeschichte und Geschichte in Tübingen und Hamburg (Promotion 1985, Habilitation 1996). Er war Assistent an der Hochschule der Künste Berlin (1988–1993), Ausstellungskurator und Gastdozent in Harvard, Kyōto, Minneapolis und Prag. Er vertrat den Lehrstuhl am Kunsthistorischen Institut der FU Berlin (1997–2002). 2002–2023 lehrte er als Professor für Neuere Kunstgeschichte an der Friedrich-Alexander-Universität Erlangen-Nürnberg. 2010 hatte er einen Forschungsaufenthalt an der Columbia University New York und 2015 am Institut national d’histoire de l’art, Bibliothèque Doucet, in Paris. Hans Dickel lebt in Berlin und Paris.

## Publikationen (Auswahl)

### Monografien
- Deutsche Zeichenbücher des Barock: e. Studie zur Geschichte d. Künstlerausbildung (= Studien zur Kunstgeschichte. Band 48). Olms, Hildesheim u. a. 1987, ISBN 978-3-487-07957-8 (Zugleich Dissertation, Universität Hamburg, 1985).
- Caspar David Friedrich in seiner Zeit. VCH Verlagsgesellschaft Acta humaniora, Weinheim 1991, ISBN 3-527-17678-0.
- Neues Museum Weimar. Die Sammlung Paul Maenz, Cantz-Verlag, Ostfildern-Ruit 1998, ISBN 3-89322-967-1.
- Claes Oldenburgs Lipstick (ascending) on caterpillar tracks: Kunst im Kontext der Studentenbewegung (= Quellen zur Kunst. Band 9). Rombach, Freiburg i. Br. 1999, ISBN 978-3-7930-9215-5.
- Kunst als zweite Natur: Studien zum Naturverständnis in der modernen Kunst. Reimer, Berlin 2006, ISBN 978-3-496-01206-1. (Zugleich Habil.-Schrift, Universität Hamburg 1995).
- Künstlerbücher mit Photographie seit 1960. Maximilian-Gesellschaft, Hamburg 2008, ISBN 978-3-921743-54-6.
- Natur in der zeitgenössischen Kunst: Konstellationen jenseits von Landschaft und Materialästhetik. Verlag Silke Schreiber, München 2016, ISBN 978-3-88960-158-2.
- Die Bildgeschichte der Botanik: Pflanzendarstellungen aus vier Jahrhunderten in der Sammlung Dr. Christoph Jacob Trew (1695–1769). Michael Imhof Verlag, Petersberg 2019, ISBN 978-3-7319-0808-1 (Mitarbeit Almut Uhl).
- Zeichnen seit 1960 - drawing in the expanded field. ed. metzel, München 2021, ISBN 978-3-88960-212-1.
- Augen für die Kunst. 50 Ansichten und Deutungen. starfruit publications, Fürth 2022, ISBN 978-3-922895-47-3.
- Konzeptionen zeitgenössischer Kunst. Zum Wandel des Kunstbegriffs seit 1900. Walter de Gruyter, Berlin/Boston 2024, ISBN 978-3-11-140555-1.
- Das Wunder von Krefeld. Avantgarde-Kunst im Museum (1955-1975). Beobachtungen eines Zeitzeugen. edition metzel, München 2025. ISBN 978-3-88960-250-3.

### Bestandskataloge der Graphischen Sammlung derUniversitätsbibliothek Erlangen
- Zeichnen vor Dürer. Die Zeichnungen des 14. und 15. Jahrhunderts in der Universitätsbibliothek Erlangen, bearb. v. Stephanie Buck, Guido Messling und Iris Brahms. Michael Imhof Verlag, Petersberg 2009. ISBN 978-3-86568-469-1.
- Zeichnen seit Dürer. Die süddeutschen und schweizerischen Zeichnungen der Renaissance in der Universitätsbibliothek Erlangen, bearb. v. Iris Brahms, Christine Demele und Manuel Teget-Welz. Michael Imhof Verlag, Petersberg 2014. ISBN 978-3-86568-966-5.
- Zeichnen in Cranachs Werkstatt. Die sächsischen Zeichnungen der Renaissance in der Universitätsbibliothek Erlangen, bearb. v Manuel Teget-Welz u. a.. Michael Imhof Verlag, Petersberg 2018. ISBN 978-3-7319-0639-1.
- Zeichnen um 1600. Nürnberger Kunst in Netzwerken Europas. Die Zeichnungen der Universitätsbibliothek Erlangen, bearbeitet von Bettina Keller, Gode Krämer u. a.. Michael Imhof Verlag, Petersberg 2024. ISBN 978-3-7319-1402-0.
- Zeichnen im Barock. Die Zeichnungen des 17. und 18. Jahrhunderts in der Universitätsbibliothek Erlangen, bearb. v. Bettina Keller, mit Beiträgen von Gode Krämer. Michael Imhof Verlag, Petersberg 2020. ISBN 978-3-7319-0969-9.